# اتکینسون ۱۸۲۷
سیارک ۱۸۲۷ (به انگلیسی: 1827 Atkinson، نامگذاری:1962RK) هزار و هشتصد و بیست و هفتمین سیارک کشف شده‌است که در ۷ سپتامبر ۱۹۶۲ کشف شد.
قدر مطلق سیارک برابر ۱۲٫۳۹ است.